# Las Cruces, Chontla
Las Cruces är en ort i Mexiko.   Den ligger i kommunen Chontla och delstaten Veracruz, i den sydöstra delen av landet, 240 km nordost om huvudstaden Mexico City. Las Cruces ligger 216 meter över havet och antalet invånare är 685.
Terrängen runt Las Cruces är varierad. Runt Las Cruces är det ganska tätbefolkat, med 67 invånare per kvadratkilometer. Närmaste större samhälle är Ixcatepec, 6,4 km väster om Las Cruces. Trakten runt Las Cruces består till största delen av jordbruksmark.